# 巴克黑德里奇 (佛羅里達州)
巴克黑德里奇（英語：Buckhead Ridge）是位於美國佛羅里達州沼澤縣的一個人口普查指定地區。

## 地理
巴克黑德里奇的座標為27°07′51″N 80°53′28″W / 27.13083°N 80.89111°W，而該地最高點為海拔高度4米（即13英尺）。

## 人口
根據2010年美國人口普查的數據，巴克黑德里奇的面積為3.70平方千米，當中陸地面積為3.40平方千米，而水域面積為0.30平方千米。當地共有人口1450人，而人口密度為每平方千米391人。